# Marumba
Marumba è una circoscrizione rurale (rural ward) della Tanzania situata nel distretto di Tunduru, Regione del Ruvuma. Conta una popolazione di 11 445 abitanti (censimento 2012).